# Erich Schmidt (Ringer)
Erich Schmidt (* 27. Februar 1925 in Völklingen; † 24. September 2009 ebenda) war ein deutscher Ringer, der für das Saarland antrat.

## Biografie
Erich Schmidt gehörte dem KSV 09 Fürstenhausen an und wurde dreimal Saarländischer Meister im Weltergewicht. Bei den Olympischen Sommerspielen 1952 in Helsinki trat er im Leichtgewicht bis 67 kg für das Saarland an, schied jedoch in der dritten Runde aus.